# Le Blanc-Mesnil
Le Blanc-Mesnil je francouzské město v severovýchodní části metropolitní oblasti Paříže v departementu Seine-Saint-Denis, region Île-de-France.

## Geografie
Sousední obce: Bonneuil-en-France, Gonesse, Aulnay-sous-Bois, Dugny, Le Bourget, Bondy a Drancy.

## Vývoj počtu obyvatel
Počet obyvatel

## Slavní obyvatelé a rodáci
- Claude-Louis Berthollet (1748–1822), chemik a lékař
- André Lurçat (1894–1970), architekt
- Georges Candilis (1913–1995), architekt
- Jacques Marinelli (* 1925), sportovec a politik
- Élisabeth Vonarburg (* 1947), spisovatelka
- Patrick Hernandez (* 1949), zpěvák
- Isabelle Thomas (* 1961), politička
- Sylvie Guillem (* 1965), tanečnice
- Olivier Pont (* 1969), scenárista
- Ludovic Sylvestre (* 1984), fotbalista
- Marc Kravetz, novinář

## Partnerská města
- Petrodvorec, Rusko
- Sandwell, Spojené království